# 鲁城镇
鲁城镇，是中华人民共和国山東省临沂市兰陵县下辖的一个乡镇级行政单位。 区域面积87.91平方千米。

## 行政区划
鲁城镇下辖以下地区：
王子石村、东石门村、西石门村、平山后村、小阎庄村、太平村、驼山前村、大阎庄村、南鲁城村、永红村、姚庄村、吴山头村、大地村、楼子村、毛家埠村、庄岭村、北鲁城村、孙家村、魏家庄村、东马庙村、西马庙村、前龙湾村、天台庄村、上河村、泉沟村、李庄村、匡王村、南山村、合兴村、响水泉村、刘家郭村、寨山前村、银财源村、雷雨口村、寺前村、幸福庄村和老书房村。